# آتزانلو
آتزانلو (به ایتالیایی: Azzanello) یک کومونه در ایتالیا است که در استان کریمونا واقع شده‌است. آتزانلو ۱۱٫۱ کیلومتر مربع مساحت و ۷۰۲ نفر جمعیت دارد.